# ラウール・カルドーソ
ラウール・カルドーソ（Raúl Ernesto Cardozo , 1967年10月28日 - ）は、アルゼンチン・モロン出身の元サッカー選手で指導者。現役時代のポジションはDF。アルゼンチン代表として1997年にコパアメリカに出場、合計4試合のプレー経験がある。
1987年から1999年までCAベレス・サルスフィエルドに在籍。通算411試合に出場した。1993年にクラブ初のプリメーラ・ディビシオン優勝を果たし、1994年にはコパ・リベルタドーレスで優勝、同年のインターコンチネンタルカップでもACミランを破って優勝した。2001年にはクルブ・ナシオナル・デ・フットボールでプレー、プリメーラ・ディビシオン優勝を果たした。

## タイトル
ベレス・サルスフィエルド
- プリメーラ・ディビシオン： 1993後期リーグ, 1995前期リーグ, 1996後期リーグ, 1998後期リーグ
- コパ・リベルタドーレス : 1994
- インターコンチネンタルカップ : 1994
- コパ・インテルアメリカーナ : 1994
- スーペルコパ・スダメリカーナ : 1996
- レコパ・スダメリカーナ : 1997

ナシオナル
- プリメーラ・ディビシオン : 2001